# Гавричков, Алексей Алексеевич
Алексе́й Алексе́евич Га́вричков (22 апреля 1937, Москва, РСФСР — 16 августа 2003) — советский и российский художник-график, архитектор, преподаватель. Доктор архитектуры (1989). Профессор. Заслуженный деятель искусств Российской Федерации (1998). Советник Российской академии архитектуры и строительных наук (2000).

## Биография
Сын заслуженного мастера спорта СССР, полковника А. В. Гавричкова. В 1937 году семья А. А. Гавричкова переехала в Ленинград. В 1953—1955 гг. осваивал искусство графики и рисунок в художественной студии под руководством Г. Я. Длугача. В 1955—1961 г. учился на архитектурном факультете Института живописи, скульптуры и архитектуры им. И. Е. Репина Академии художеств СССР в Ленинграде по мастерской А. К. Барутчева. Там же окончил аспирантуру. С 1963 года — преподаватель, впоследствии профессор кафедры архитектурного проектирования Института живописи, скульптуры и архитектуры им. Репина. Член Союза архитекторов Российской Федерации (1965). Работал в  ЛенНИИпроекте в мастерской И. И. И. И. Фомина, где разрабатывал проекты Чесменского воинского кладбища, генеральный проект застройки Нового Петергофа и парка вокруг Пискарёвского мемориального кладбища в Ленинграде.
Участник художественных выставок с 1970 г. (ок. 200) в том числе — 24 персональных выставки. Член Союза художников СССР по секции графики с 1979 г. В 1989 г. присвоена учёная степень доктора архитектуры. Графические произведения художника находятся в отечественных и зарубежных частных коллекциях США, Италии, Франции, Англии, Венгрии, Израиля и собраниях музеев, в числе которых Научно-исследовательский музей при Российской академии художеств, Российская Национальная библиотека, Государственный Русский музей, Государственный музей истории Санкт-Петербурга, Российский национальный музей музыки и др.
Похоронен на Богословском кладбище Санкт-Петербурга.

### Семья
- Супруга — художник-график, архитектор Наталья Михайловна Натаревич.
  - Сын — Гавричков, Михаил Алексеевич (1963 г. р.) — художник-график.

## Творчество
Художник предпочитал технику офорта (травлёный штрих) и артистично использовал художественные возможности тонкой, гибкой линии, штриха и точки. В его станковых графических листах, графике «малых форм» (экслибрис) присутствует близкий художнику мир произведений талантливых ремесленников, мастеров декоративно-прикладного искусства, выдающихся художников прошлого (серии «Вологодское кружево», «Выставка Питера Пауля Рубенса», «Выставка карет» и др.).
Архитектурное образование художника отразилось в интересе к городскому пейзажу, к выдающимся архитектурным памятникам городов Европы, памятникам-руинам (серии «Херсонес», «Римские руины», «Александро-Невская лавра», «Залы Эрмитажа», «Флоренция. Пейзаж», «Прага», «Часы „Мавры“. Венеция»). Аналитический стиль рисования художника — не фотографическое воспроизведение натуры, а фантазийное, творческое слияние реальности и вымысла. Гавричков отличался особым чутьём на интересные объекты. Его графические листы привлекают неожиданностью композиционных решений, острым ракурсом, точно увиденным фрагментом, либо комбинацией нескольких музейных предметов разных форм и стилей. При этом не возникает впечатления эклектики их хаотичного, случайного сочетания. Художественно-образное состояние произведений А. А. Гавричкова исполнено элегическим светом. Черно-белый графизм изображений не препятствует широкому диапазону художественно-технических средств исполнения: от прихотливой и вместе с тем напряжённой линеарности («Флоренция. Пейзаж») до свободной тональной живописности («Венеция»).

## Графические серии
- «Окна музея»
- «По городам страны»
- «Херсонес»
- «Музыка»
- «Вологодское кружево»
- «Александро-Невская лавра»
- «Залы Эрмитажа»
- «Выставки»
- «Моя Академия»
- «Мой Петербург»
- «Вечность»

## Избранные офорты
- «Крым», сухая игла, 1973
- Часовня Боимов, Львов, сухая игла, 1973
- «Петропавловская крепость», сухая игла, 1973
- «Исаакиевский собор», сухая игла, 1973
- «В залах Эрмитажа», 1973
- «Смоленск», серия «По городам страны СССР», 1974
- «Херсонес», серия «По городам страны СССР», 1974
- «Алупка», офорт, серия «По городам страны СССР»
- «Розы», серия «Натюрморты», 1974
- «Виолы и клавесин», серия «Музыка», 1974
- «Натюрморт. Вазы», серия «Натюрморты», 1974
- «Портал», серия «Музыка», 1974
- «Даймище», 1975, серия «В селе»
- «Зима», офорт 1975
- «Острова», серия «Дача», 1975 (на горизонте силуэт города Выборг)
- «Старинные часы», серия «Выставки», 1975
- «Выставка карет», серия «Выставки», 1975
- «Олимпия», серия «Греция», 1976
- «Рыбы», серия «Греция», 1976 (комбинация натюрморта и пейзажа с островом)
- «В старинном парке», серия «В ленинградских парках», 1977
- «Выставка Питера Пауля Рубенса», (в Эрмитаже), 1977
- «Барокко. Прага», серия «Барокко», 1978
- «Римские руины», 1980
- «Флоренция. Пейзаж», 1980
- «Санта-Мария-дель-Фьоре. Купол»
- Флоренция, серия «Моя Италия», 1980
- «Мавры» (городские часы в Венеции), 1980
- «Александрийский столб»
- «Барокко»
- «Прага»
- «Гондолы»
- «Острова»
- «Старый парк»
- «Розы»
- «Концерт»
- «Дача»
- «Пейзаж с парнем-рыбаком»
- «Венеция»
- «Триумфальная Карета»

## Избранные экслибрисы
- Экслибрис А. Л. Пунина, 1981
- Экслибрис Н. М. Натаревича, 1981
- Экслибрис П. П. Щербинина «Центр Костромы», 1981
- Экслибрис П. П. Щербинина «Музей деревянной архитектуры», 1981
- Экслибрис П. П. Щербинина «Ипатовский монастырь», 1981
- Экслибрис семьи Алешиных, 1981
- Экслибрис библиотеки камерного оркестра Ярославль, 1981
- Экслибрис С. Б. Алексеевой, 1981
- Экслибрис С. Н. Утенко, 1981
- Экслибрис В. Н. Баташковой, 1981
- Экслибрис вице-консула США Дэниела Фрида, 1981